# Omar Suleiman
Omar Suleiman (em árabe: عمر سليمان; nasc. Julho 2, 1936 - 19 de Julho de 2012) foi um político egípcio e figura militar que foi nomeado a Vice-presidente do Egito em 29 de Janeiro de 2011, e renunciou 13 dias depois, após o então Presidente, Hosni Mubarak, ter renunciado.